# Zsolt Czingler
Zsolt Czingler (né le 28 avril 1971 à Budapest) est un athlète hongrois spécialiste du triple saut. Son club est l'Újpesti Torna Egylet ; il mesure 1,88 m pour 72 kg.

## Biographie
Sélectionné à deux reprises pour les Jeux olympiques, il ne parvient point à se  qualifier en finale du concours en 1996 et en 2000.

### Palmarès
| Date | Compétition                    | Lieu     | Résultat | Performance |
| ---- | ------------------------------ | -------- | -------- | ----------- |
| 1994 | Championnats d'Europe          | Helsinki | 7e       | 16,21 m     |
| 1998 | Championnats d'Europe en salle | Gand     | 9e       | 16,56 m     |
| 1998 | Championnats d'Europe          | Budapest | 7e       | 17,03 m     |
| 1999 | Championnats du monde en salle | Maebashi | 3e       | 16,98 m     |
| 2000 | Championnats d'Europe en salle | Gand     | 4e       | 17,00 m     |

### Records
| Épreuve     | Performance | Lieu | Date |
| ----------- | ----------- | ---- | ---- |
| Triple saut | 17,24 m     |      | 1998 |